# Koboltniltava
Koboltniltava (Niltava davidi) är en asiatisk fågel i familjen flugsnappare inom ordningen tättingar.

## Kännetecken

### Utseende
Koboltniltavan är en stor (18 cm) och kraftigt byggd flugsnappare med rätt kort näbb. Hanen liknar praktniltavan med mörkblå ovansida, glänsande blå hjässa, svartaktig strupe och rostorange undersida. Koboltniltavan har dock blåglans endast på främre delen och på sidorna av hjässan, bröstet är mer rödbrunt och buk samt undergump mer åt beige. Även honan liknar hona praktniltava med brun dräkt, vitt halsband och blå fläck på halssidan, men är en nyans mörkare både ovan och under samt har mindre inslag av rödbrunt på vingar och stjärt.

### Läten
Bland lätena hörs ett högfrekvent och mycket tunt, upprepat "siiiii" samt ett metalliskt och vasst "tit tit tit" eller "trrt trrt tit tit trrt trrt...".

## Utbredning och systematik
Koboltniltavan häckar i centrala och södra Kina (från Sichuan söderut till Yunnan och Guizhou samt även Guangxi, Hainan och nordvästra Fujian) samt i nordvästra Vietnam i västra Tonkin. Vintertid ses den i Laos, Vietnam (söderut till centrala Annam, sydvästra Kambodja och möjligen sydöstra Thailand. Den behandlas som monotypisk, det vill säga att den inte delas in i några underarter.

## Status och hot
Arten har ett stort utbredningsområde, men tros minska i antal, dock inte tillräckligt kraftigt för att den ska betraktas som hotad. Internationella naturvårdsunionen IUCN listar arten som livskraftig (LC). Världspopulationen har inte uppskattats men den beskrivs som ganska vanlig i södra Kina och ovanlig i norra Vietnam.

## Levnadssätt
Koboltniltavan förekommer i städsegrön skog upp till 1700 meters höjd, under flyttningen även i parker och trädgårdar. Den ses oftast ensam eller i par, födosökande i tät undervegetation efter små ryggradslösa djur och småfrukter. Inget är känt om dess häckningsbiologi.

## Namn
Niltava kommer från namnet på praktniltavan (N. sundara) på nepalesiska, Niltau. Fågelns vetenskapliga artnamn hedrar franska munken och naturforskaren Armand David.